# Wilhelm Jury

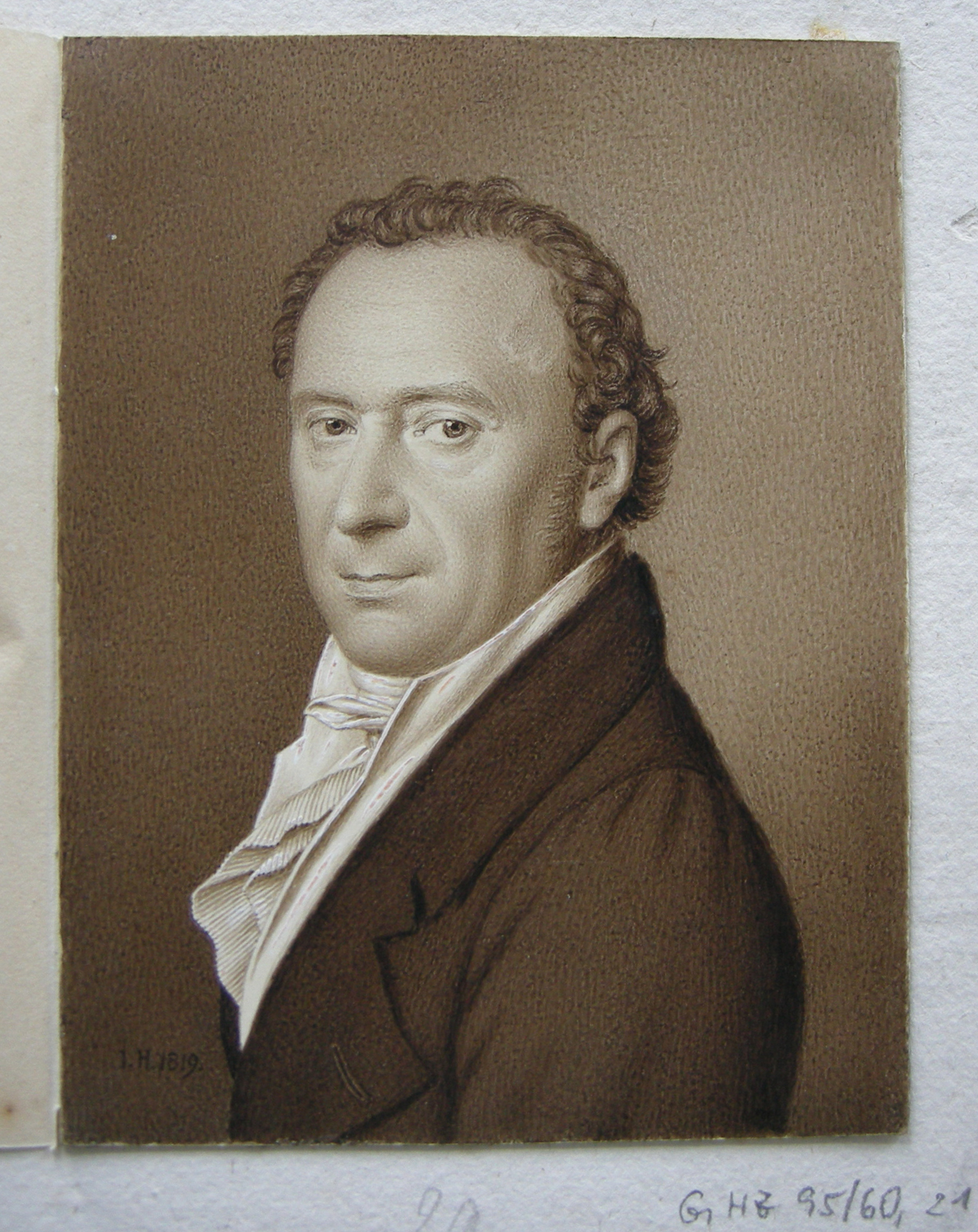
Wilhelm Jury 1819 von Johann Heusinger für den Berlinischen Künstlerverein

Johann Friedrich Wilhelm Jury (* 13. Mai 1764 in Berlin; † 21. Juni 1829 ebenda) war ein deutscher Maler, Radierer und Kupferstecher.

## Leben
Jury wurde 1779 – im Alter von 16 Jahren – Schüler der Berliner Akademie und bald darauf Lehrling der dort ansässigen Porzellanmanufaktur. Ab 1788 lernte er sein Handwerk bei Daniel Berger, der schon damals ein bekannter Kupferstecher war. 
In der Folgezeit schuf Jury Hunderte verschiedener Werke; insbesondere war er für seine hohe Anzahl Kupferstiche und seine Bücherillustrationen bekannt, z. B. nach Vorlagen von Johann Heinrich Ramberg und Daniel Chodowiecki. Illustrationen dienten seinerzeit zur Bebilderung der Sachbücher und Romane. Schon zu Lebzeiten galt er als „Modekünstler“ und war mit einer Reihe Auftragsarbeiten betraut.

## Werke (Auswahl)

Hamburg, Reitbrook 1818
Bremer Bürgerviehweide 1820
Lübecker Marktplatz 1820
Szene aus Der Freischütz 1821